# Trophée des champions 2009
Trophée des champions 2009 byl zápas Trophée des champions, tedy francouzského fotbalového Superpoháru. Střetly se v něm týmy Girondins de Bordeaux jakožto vítěz Ligue 1 ze sezóny 2008/09, a druholigový celek EA Guingamp, který vyhrál ve stejné sezóně francouzský fotbalový pohár (Coupe de France).
Utkání se odehrálo za oblačného počasí 25. července 2009 poprvé mimo území Francie, na Olympijském stadionu v kanadském Montréalu. O poločase byl stav 1:0 pro tým Girondins de Bordeaux, který nakonec porazil soupeře 2:0 a radoval se z triumfu. Pro Girondins to bylo třetí prvenství v soutěži (a druhé v řadě), v minulosti trofej získal ještě v letech 1986 a 2008. Guingamp naopak přišel o možnost získat vůbec první trofej ve francouzském Superpoháru.

## Detaily zápasu
| 25. července 2009 21:00 SELČ/15:00 EDT |        |             |                                                                                     |
| FC Girondins de Bordeaux               | 2 : 0  | EA Guingamp | Olympijský stadion, Montréal, Québec, Kanada diváci: 34 068 rozhodčí: Steve DePiero |
| Cavenaghi 39' Fernando 90'             | Report |             | Olympijský stadion, Montréal, Québec, Kanada diváci: 34 068 rozhodčí: Steve DePiero |

| FC Girondins de Bordeaux | EA Guingamp |

| BORDEAUX:     |    |                    |     |     |
|               |    |                    |     |     |
| GK            | 1  | Cédric Carrasso    |     |     |
| RB            | 3  | Henrique           |     |     |
| CB            | 21 | Matthieu Chalmé    | 74' |     |
| CB            | 27 | Marc Planus        |     |     |
| LB            | 28 | Benoît Trémoulinas |     |     |
| DM            | 4  | Alou Diarra        |     |     |
| RM            | 17 | Wendel             |     | 78' |
| LM            | 18 | Jaroslav Plašil    |     | 65' |
| AM            | 8  | Yoann Gourcuff     |     |     |
| FW            | 29 | Marván Šamach      |     |     |
| FW            | 9  | Fernando Cavenaghi |     | 65' |
| Náhradníci:   |    |                    |     |     |
| GK            | 16 | Ulrich Ramé        |     |     |
| DF            | 6  | Franck Jurietti    |     |     |
| MF            | 5  | Fernando Menegazzo |     | 65' |
| MF            | 10 | Jussiê             |     | 78' |
| MF            | 22 | Grégory Sertic     |     |     |
| FW            | 7  | Yoan Gouffran      |     | 65' |
| FW            | 11 | David Bellion      |     |     |
| Trenér:       |    |                    |     |     |
| Laurent Blanc |    |                    |     |     |

| GUINGAMP:     |    |                      |     |     |
|               |    |                      |     |     |
| GK            | 1  | Stéphane Trévisan    |     |     |
| RB            | 2  | Yves Deroff          |     | 65' |
| CB            | 6  | Bakary Koné          |     |     |
| CB            | 29 | Luís Delgado         |     |     |
| LB            | 5  | Mustapha Diallo      | 60' |     |
| DM            | 18 | Fabrice Colleau      |     |     |
| RM            | 20 | Richard Soumah       |     | 68' |
| CM            | 23 | Igor Djoman          | 16' |     |
| CM            | 25 | Mouritala Ogunbiyi   |     |     |
| LM            | 26 | Thibault Giresse     |     | 54' |
| FW            | 7  | Sébastien Grax       |     |     |
| Náhradníci:   |    |                      |     |     |
| GK            | 33 | Mael Illien          |     |     |
| GK            | 16 | Guillaume Gauclin    |     |     |
| DF            | 21 | Thierry Argelier     |     | 65' |
| MF            | 10 | Alharbi El-Jadeyaoui |     | 54' |
| MF            | 17 | Jugurtha Hamroun     |     |     |
| FW            | 11 | Hervé Bazile         |     | 68' |
| FW            | 14 | Mohamed Soly         |     |     |
| Trenér:       |    |                      |     |     |
| Victor Zvunka |    |                      |     |     |

| Asistenti rozhodčího: Daniel Belleau Nicolas Dubuc Čtvrtý rozhodčí: Mathieu Bourdeau Muž zápasu Yoann Gourcuff (Girondins de Bordeaux) | Pravidla - 90 minut. - Penaltový rozstřel pokud je stav vyrovnaný i po řádné hrací době (neprodlužuje se). - 7 povolených náhradníků na lavičce každého týmu. - Maximálně 3 střídání hráčů pro každé mužstvo. |